# Зелени трезор
Зелени трезор (или „Зелени свод“) је музејска збирка у Дрездену. Она садржи драгуље, накит и уметничке предмете који су припадали саксонској владарској кући Ветин. То је највећа збирка драгуља и вредних предмета у Европи.  
Збирку је утемељио саксонски кнез и пољски краљ Август II Јаки 1723. У њој се налазе бројни вредни експонати из периода од барока до класицизма. 
Зелени трезор је део Државног музеја Саксоније. Смештен је у девет соба у западном делу дрезденског кнежевског дворца. Током Другог светског рата оштећене су 3 собе, али су сви експонати били на сигурном. Касније их је совјетска армија однела у СССР, где су остали до 1958. Комплетна реконструкција трезора завршена је до 1. септембра 2006. од када је трезор поново отворен за посете. 
Збирка се састоји из 4000 предмета, од којих је 1000 издвојено у Нови зелени трезор у истом дворцу. Међу њима се истичу Дрезденски зелени дијамант од 41 карата, скулптура маора са смарагдима и јувелирска представа прославе рођендана цара Аурангзеба у његовој палати у Делхију.